# Świątynia Seta
Świątynia Seta (ang. Temple of Set) – jeden z ruchów satanistycznych.

## Okoliczności powstania
Świątynia Seta powstała w wyniku schizmy w Kościele Szatana w 1975. Założyciel ruchu Michael Aquino, były podpułkownik armii amerykańskiej, wszedł w konflikt z ówczesnym przywódcą kościoła Szandorem LaVeyem. Aquino nie zaakceptował pomysłu sprzedawania tytułu kapłańskiego. Twierdził, iż miał objawienie, że czas Szatana przeminął, a nadszedł czas Księcia Ciemności, czczonego pod prawdziwym imieniem Set.
Początkowo grupa składała się z 28 członków. Obecnie w Stanach Zjednoczonych ta grupa jest liczniejsza niż ruch, z którego powstała.

## Charakterystyka wiary
Filozofię Świątyni Seta można podsumować jako „oświecony indywidualizm” – samodoskonalenie poprzez edukację, eksperymentację i inicjację.
Ruch odwołuje się do wierzeń staroegipskich. Twierdzi, że Set – bóg chaosu, zabił Ozyrysa – boga śmierci i odrodzonego życia. Set uosabiany jest jako inna postać Szatana. Grupa oddaje mu cześć przez ryty, mające rodowód magiczny.
"Setyjczycy porzucili poglądy LaVeya na dobro i zło i przyjęli doktrynę bardzo zbliżoną do późnostarożytnego gnostycyzmu."
Najbardziej zorganizowaną filią Świątyni Seta jest jej brytyjska odmiana, kierowana przez Davida Austina, byłego mormona. Członkowie Świątyni Seta twierdzą, że magia jest niebezpieczna, a fakt, że się nią zajmują, wywyższa ich ponad inne organizacje. Chcą jednak pozostać w zgodzie z prawem, dlatego odcinają się od składania ofiar z ludzi lub zwierząt, chociaż Austin przyznaje: „Istotnie, mamy pewien obrzęd, w którym poleca się wampirowi, by wyssał z kogoś krew, ale chociaż jest to bardzo barwny obrzęd, nic dla mnie nie znaczy i nie stosuję go. Bywam zły na ludzi, ale nigdy nie na tyle, że mógłbym patrzeć, jak ktoś umiera”.